# Резолюция Совета Безопасности ООН 1514
Резолюция Совета Безопасности ООН 1514 — резолюция, принятая 13 ноября 2003 года, по итогам резолюций 1479 (2003), 1464 (2003) и 1498 (2003). Совет продлил мандат Миссии Организации Объединенных Наций в Кот-д'Ивуаре до 4 февраля 2004 года.

## Предыстория
В 2002 году в Кот-д'Ивуаре разразилась гражданская война между правительством христианского юга и повстанцами на мусульманском севере страны. В 2003 году переговоры привели к формированию правительства национального единства, в котором присутствовали войска Франции и ООН.

## Содержание

### Наблюдения
24 января политические силы Кот-д'Ивуара заключили Соглашение Лина-Маркуси. Теперь все партии должны были присоединиться к правительству национального единства, для примирение ивуарийского народа. Поэтому этому правительству пришлось восстановить контроль над всей страной, разоружить ополченцев и реформировать армию.

### Действия
Мандат миссии МООНКИ в Кот-д'Ивуаре был продлен до 4 февраля 2004 года. Наконец, Генерального секретаря попросили сообщить к 10 января 2004 года об усилиях МООНКИ по содействию миру и стабильности и о том, как их можно улучшить и укрепить.

## Голосование
| За (15) | Воздержались (0) | Против (0) |
| --- | ---------------- | ---------- |
| - Великобритания - Китай - Россия - США - Франция - Ангола - Болгария - Гвинея - Германия - Испания - Камерун - Мексика - Пакистан - Сирия - Чили |                  |            |